# Франс Галль
Франс Галль (фр. France Gall, справжнє ім'я Ізабель Женев'єв Марі Анн Галль (фр. Isabelle Geneviève Marie Anne Gall), нар. 9 жовтня 1947, Париж — 7 січня 2018) — французька співачка. Починаючи з 1963 року випустила кілька хітів, в 1965 році перемогла на конкурсі Євробачення, однак до кінця 1960-х років дещо втратила популярність і знову набула лише після початку співпраці з композитором і співаком Мішелем Берже в 1974 році.

## Біографія
Її батько Робер Галль (1918—1990) — співак і поет-пісняр, писав тексти для Едіт Піаф і Шарля Азнавура (знаменита пісня, «La Mamma». Належить йому). Мати Сесіль, уроджена Бертьє — дочка Поля Бертьє (1884—1953), одного із засновників церковної школи співу Les Petits Chanteurs à la croix de bois. У неї також є старші брати, близнюки Патріс і Філіп. У будинку батьків Ізабель постійно бачила багатьох артистів, серед яких були Юґ Офре, Марі Лафоре і Клод Нугаро. Бувши дитиною, вона часто супроводжувала батька за лаштунками знаменитого мюзик-холу Олімпія. Іноді батько навіть дозволяв їй прогулювати школу, щоб відвезти її на концерти Піаф, Беко або Азнавура в Брюсселі. У п'ять років Ізабель починає брати уроки гри на фортепіано, до одинадцяти років освоює гітару. У тринадцять-чотирнадцять років створює групу разом з братами, і вони починають грати на сімейних урочистостях і на пляжах влітку. У сімейному колі дитину Ізабель всі називають «Бабу» (і до цього дня багато шанувальників називають її так). Батько ж прозвав дочку «маленьким капралом» за її твердий характер.

## Початок кар'єри
Під час великодніх канікул 1963 року Ізабель записує на прохання батька кілька пісень, які той потім дає послухати музичному видавцеві Дені Буржуа. 11 липня того ж року для дівчинки було влаштовано прослуховування в театрі на Єлисейських Полях, і незабаром її батько підписує контракт з фірмою Philips (оскільки юна співачка була ще неповнолітньою і сама не могла цього зробити), а Дені Буржуа стає її артдиректором. Ізабель записує чотири пісні разом зі знаменитим джазменом і композитором Аленом Гораге, які працювали з Борисом Віан. За наполяганням випускаючої компанії, Ізабель доводиться взяти сценічний псевдонім Франс, оскільки в той час вже була знаменита співачка на ім'я Ізабель — Ізабель Обре. "Я завжди була проти Франс, я вважала, що це занадто грубо. Ізабель … воно мені відповідало, воно мені подобалося. Так що … не знаю, що повинно було статися, щоб я почала любити своє ім'я, але тепер я — Франс Галль. Це в точності я ", - скаже вона багато років по тому.
У день свого шістнадцятиріччя, 9 жовтня 1963 року, Франс отримує несподіваний подарунок — її пісню Ne sois pas si bête вперше передають по радіо. Пісня одразу ж потрапляє на 44 місце хіт-параду Salut les copains.
Дені Буржуа приходить в голову чудова думка — познайомити Франс з іншим своїм протеже, Сержем Генсбуром, чия кар'єра в той момент застигла на місці. Він пропонує Сержу писати для Франс. Таким чином на другій платівці Франс, що вийшла в березні 1964 року, заголовною піснею стала написана Генсбуром N'écoute pas les idoles, відразу увійшла на 9 місце хіт-параду. Пізніше Франс скаже про їх спільну роботу: "Сержа Генсбура мені було приємно бачити, тому що я ним захоплювалася, і мені подобалося те, що він пише. І мені дуже подобалися його сором'язливість, його елегантність і його виховання. Це відношення було дуже-дуже приємним. […] На мене справляло велике враження, що цей чоловік працює для мене і цікавиться мною ".
Франс тим часом кидає ліцей, в якому її, втім, залишили на другий рік (що частково посприяло її бажанням спробувати себе в ролі співачки), і повністю присвячує час своєї кар'єри.
21 березня 1964 року журнал Paris Match присвячує їй першу статтю. Паралельно співачка починає виступати на сцені. Її перший виступ відбувся 14 квітня 1964 року в Брюсселі, в першому відділенні концерту Саші Дістель.
Бувши оточеною професійною командою композиторів і поетів, Франс буде вкрай важко відстоювати вибір своїх пісень, але, тим не менш, саме завдяки ним у неї буде репертуар, написаний спеціально для неї, в той час, як інші зірки Йе-Йе переспівували англомовні хіти.
«Якщо виконавиця не пише слова і музику, і до того ж ще переспівує чужі пісні, яка не створює пісні — вона не становить особливого інтересу», — скаже Франс пізніше.
У 1964 році в світ виходять сингли з піснями Jazz à gogo, Mes premières vraies vacances, хіт літа від Сержа Генсбура — Laisse tomber les filles, Christiansen. Музичний стиль Франс буде відтепер коливатися між джазом, дитячими і двозначними піснями.
Наприкінці 1964 року Франс пристає на прохання своїх менеджерів і записує сингл для дітей, серед яких — пісня, написана її батьком і композитором Ж.Ліферманом — Sacré Charlemagne, яку вона записує проти своєї волі. "Мені було погано від Sacré Charlemagne, я пам'ятаю, мені вона зовсім не подобалася. Мені вона не подобалася, і тим не менше, я дозволила їй вийти. До такої міри я не володіла ситуацією ".
Сингл з піснею Sacré Charlemagne мав великий успіх серед школярів не тільки у Франції, але і в Японії, США, Африці та багатьох інших країнах, і був проданий накладом більше 2 мільйонів примірників. Пісня навіть стала гімном молодіжного руху в Алжирі.

## Євробачення

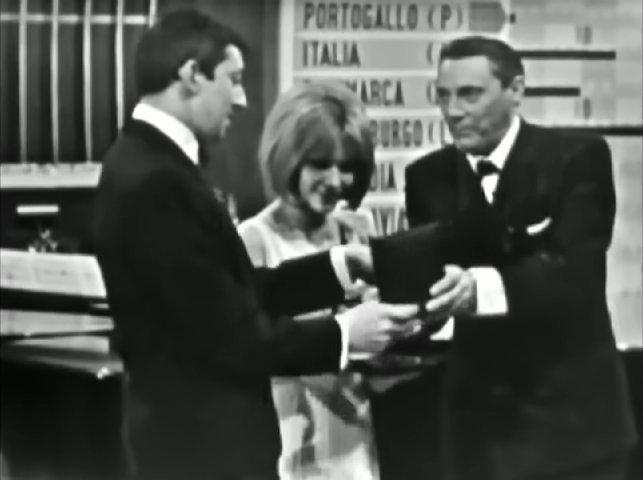
Франс Галль і Серж Генсбур отримують Гран-прі Євробачення з рук Маріо дель Монако

На початку 1965 року Франс була обрана, щоб представляти Люксембург на конкурсі пісні Євробачення. З 10 запропонованих їй пісень вона вибрала Poupée de cire, poupée de son Генсбура. 20 березня вона разом з Сержем Генсбуром і Аленом Гораге приїжджає в Неаполь, де того року проходив конкурс. Пісня була обсвистана на репетиціях, і під час конкурсу Франс буде нетвердо голосом виконувати її перед 150 мільйонами телеглядачів з усього світу (включаючи СРСР), як вона сама каже, «всупереч і проти всіх». І перемога дісталася їй, попри те, що всі пророкували перше місце її англійській конкурентці.
Успіх пісні був величезний, і Франс записала її  німецькою, італійською і навіть японською мовами.
(До речі, в 1968 році Муслім Магомаєв записав пісню Poupée de cire, poupée de son російською мовою (Воскова лялька).
Влітку Франс їде в багатомісячне турне, паралельно продовжуючи записувати нові хіти, серед яких — Attends ou va-t'en, Nous ne sommes pas des anges, L'Amérique. У листопаді виходить сингл з піснею, що вийшла з-під пера Генсбура, Baby Pop, яка стала першою її піснею з досить жорстким текстом, чия різкість була, втім, не настільки очевидна, оскільки йшла з вуст вісімнадцятирічної дівчини.
У 1965 році в США була показана одна з телепередач Жана-Крістофа Аверті за участю Франс. Її зауважує Волт Дісней і пропонує їй роль в музичному фільмі Аліса в країні чудес, який він збирався знімати. Це був єдиний кінопроєкт, на який співачка погодилася, хоча завжди просила своє оточення «перешкодити їй зніматися в кіно». Однак смерть Діснея в грудні 1966 року завадила реалізації цього проєкту.

## Льодяники
У березні 1966 року Франс записує свій черговий альбом, заголовною піснею з якого стає «Les sucettes» Сержа Генсбура. Вперше почувши пісню, Франс знайшла її чарівною — в ній говорилося про дівчинку Анні, що дуже любить анісові льодяники. Однак коли платівка вже побачила світ і пісня стала хітом, навколо Франс розгорівся справжній скандал — в невинному на перший погляд тексті містився цілком недитячий підтекст. Коли Франс зрозуміла це, для неї це стало шоком. Протягом багатьох місяців вона оправлялася від такої зради з боку її оточення і Сержа Генсбура зокрема. "Я не люблю провокувати скандали. Я люблю, коли мене люблять ", — скаже вона в 1968 році з цього приводу. А через багато років знову повернеться до цієї теми: «Я б ніколи не стала співати цю пісню, якби мені пояснили її зміст».
Відтепер у неї довгий час не буде хітів, а її творчий союз з Генсбуром, хоч і не розпадеться ще якийсь час, вже більше не буде успішним (Франс не припинила працювати з Сержем і не сказала йому про свою образу, але «зло вже було зроблено».
Тепер у всіх піснях Франс, навіть написаних Генсбуром, бачитимуть корисливі наміри. Наприклад, за пісню «Bonsoir John John», присвячену синові Джона Кеннеді, співачку будуть звинувачувати мало не в некрофілії.
Навіть її дитячі пісні, записані в 1967 році, будуть критикувати, підозрюючи в низинних підтекстах (наприклад, «Les Leçons particulières»). Не покращували справу мізансцени передач з її участю: Жан-Крістоф Аверті в своїй програмі «Les raisins verts» проілюстрував дитячу пісню про загублену і знову знайдену собачку («J'ai retrouvé mon chien»), давши Франс у руки повідець з чоловіками, що ходили рачки.

## Поступове закінчення кар'єри
На початку 1967 року виходить дует Франс з Морісом Біро, La petite — пісня про дівчинку, в яку закохується друг її батька. Природно, що подібна тема не приносить платівці успіху, хоча на ній була присутня також вельми поетична Néfertiti Генсбура.
Наступна її платівка буде записана за участю англійського композитора і аранжувальника Девіда Вітейкер. Нові автори — Франк Тома і Жан-Мішель Ріва разом зі співаком і композитором Джо Дассеном, напишуть для Франс пісню Bébé requin, яка затьмарить всі інші пісні з платівки, включаючи і генсбурівську Teenie Weenie Boppie, в якій той виступив проти вживання ЛСД. Цей провал уразить Сержа і ознаменує собою закінчення їх співпраці.
В особистому житті Франс також відбуваються зміни: влітку 1967 року вона кидає, після трирічного бурхливого роману, співака Клода Франсуа, через складний характер останнього. Зачеплений її відходом Клод напише свою знамениту Comme d'habitude, яка буде потім переспівана англійською мовою (My way) Френком Сінатрою, Елвісом Преслі і багатьма іншими. Втім, Франс заперечує, що ця пісня про неї: "Клод говорив мені, що ця пісня присвячена мені … можливо, щоб мене схвилювати. Але я не бачу зв'язку між текстом і нашим розставанням. Тому що я не була тим чудовиськом, як описано в пісні ".

## Міжнародна кар'єра
Після перемоги на Євробаченні в 1965 році Франс почала записувати пісні іншими мовами. У 1965—1966 роках вона записує пісню Poupée de cire, poupée de son німецькою, італійською та японською мовами. Також для Японії була записана пісня Le prince charmant, за популярністю в цій же країні Франс змагалася з самими The Beatles.
На італійській мові Франс з 1965 по 1972 рік записала в цілому 12 пісень, 2 з яких, втім, так і не вийшли в Італії. Її хітом в Італії стала пісня Джільоли Чинкветті La pioggia (у французькому варіанті L'orage), з якою Франс в 1969 році виступала на знаменитому фестивалі Сан-Ремо.
Для Іспанії Франс записала в 1969 році три пісні, La lluvia (вона ж La pioggia і L'orage), Hombre chiquitin (Homme tout petit) і Los años locos (Les années folles).
Але найуспішніша кар'єра за межами рідної країни склалася у Франс в Німеччині, де вона регулярно випускала сингли з 1966 по 1972 рік. Там на співачку працювала окрема команда авторів — композитор і аранжувальник Вернер Мюллер, а також актор Хорст Бухгольц (Чудова сімка) і композитор Джорджіо Мородер (автор музики до фільмів Опівнічний експрес, Найкращий стрілець). Ось далеко не повний список її хітів в Німеччині: A Banda (одна з нечисленних кавер-версій в її кар'єрі), Der Computer Nr 3, Love, l'amour und liebe, Hippie, hippie, Ich liebe dich — so wie du bist, Mein Herz kann man nicht kaufen, а також Haifischbaby (німецька версія пісні Bébé requin), Die schönste Musik, die es gibt (кавер-версія пісні Music to Watch Girls By), Was will ein Boy?, Komm mit mir nach Bahia.

## Зміни
У січні 1968 року виходить нова платівка Франс з піснею Тома-Ріва-Дассена Toi que je veux і чудово аранжованої Chanson indienne Вітейкера, проте, сингл не зустрічав належного успіху.
На наступній її платівці присутні пісні різних стилів — джазова Le temps du tempo, легка Dady da da (ця пісня, написана М.Коломб'є, раніше служила позивними для телепередачі Dim, Dam, Dom і була адаптована для Франс П.Деланое), фолкова La vieille fille і стилізована під класичну музику Allô! Monsieur là-haut. Однак ця платівка залишилася непоміченою в урагані травневих подій того року.
Наступні пісні Франс, такі, як чуттєва джазова Y'a du soleil à vendre або милі пісеньки на кшталт 24/36 і Souffler les bougies також не підвищують інтересу до її творчості.
Наприкінці 1968 року саме закінчується термін дії контракту співачки з фірмою Philips і вона, скориставшись наставшим повноліттям, вирішує піти своїм власним шляхом і розлучається зі своїм імпресаріо Дені Буржуа.

## Пошуки авторів
У 1969 році Франс підписує контракт з недавно утворившою компанією La Compagnie. Її музичним продюсером і артдиректором стає Норбер Саада. З ним Франс починає свій «перехід через пустелю», який триватиме аж до її зустрічі з Мішелем Берже. В її записах краще частіше сусідствує з гіршим, співачка не може знайти єдиний стиль.
У 1996 році вона розповість про той час в інтерв'ю журналу Platine: «Як же мені було погано! Досить болісно в двадцять років не мати грошей, коли в шістнадцять у тебе їх було багато».
Хороші пісні залишаються непоміченими, як, наприклад, Les gens bien élevés, La manille et la révolution (1969 рік), Zozoï, Les éléphants (1970 рік). До того ж, La Compagnie незабаром розоряється.
У 1971 році вона стане першою французькою артисткою, яка підписала контакт з американським лейблом Atlantic. Але навіть з такими авторами, як Жак Ланзманн і його C'est cela l'amour (на блюзовую музику П.-Ж. Боровскі) і Етьєн Рода-Жіль з його Chasse-neige не рятують становище.
У тому ж 1971 році Франс разом зі своїм братом Патрісом бере участь в фоторомані у восьми епізодах для журналу Télé poche. Пізніше вона так прокоментує це журналістам Platine: «Для мене цей фотороман був деградацією. Наступним етапом стали б, напевно, знімання в порнофільмі. (Сміється)»
У 1972 році Франс знову зустрічається з Генсбуром, думаючи, що він один може щось зробити. Він пише їй дві пісні: Frankenstein і Les petits ballons (на музику Ж.-К.Ванье), які вона записує вже для лейбла EMI-Pathé, але і це не допомагає. У той час її артдиректором був Жан-Мішель Ріва, але, попри зрілість його текстів, пісні 5 minutes d'amour (1972), Par plaisir і Plus haut que moi (1973) також зазнають невдачі.
У початку 1974 року Франс знялася в єдиному в її кар'єрі короткометражному (25 хв.) телефільмі під назвою Notre correspondant à Madras режисера Жана-П'єра Сп'єро, який буде показаний в березні по новому третьому каналі. Франс зіграла в ньому роль хтивої секретарки Саші Пітоеффа.
Вся кар'єра Франс з 1963 по 1973 рік не залишила у співачки приємних спогадів, про що вона згодом буде часто говорити в інтерв'ю. Нав'язуваний їй дорослими репертуар і образ наївної німфетки, нескінченні турне, під час яких їй доводилося довгий час бути далеко від дому та сім'ї, неможливість жити, як інші молоді люди її віку…
«Вся моя юність — дуже погане враження. До того моменту, коли я зустріла Мішеля, я відчувала себе не в своїй тарілці. Я не знаходила рівноваги в професії, якою займалася, тому що мені не подобалося те, як я займаюся цією професією, як мене змушували займатися цією професією, тому що коли ти зовсім молодий, ти дозволяєш направляти себе… Ти дивишся і слухаєш, і це все, що ти робиш. Я знала, що мені не подобається, і чого я не хочу, але не знала, чого хочу, так що було важко».

## Зустріч з Мішелем Берже
Навесні 1973 року Франс чує по радіо в машині пісню молодого співака і композитора Мішеля Берже Attends-moi. Вона настільки вражена піснею, що навіть зупиняє машину, щоб дослухати її спокійно. Вона згадує, що раніше вона вже кілька разів зустрічала Мішеля. Незабаром вона знову зустрічається з ним на одній радіопередачі і просить його висловити думку про пісні, які її продюсери пропонують їй записати для нової платівки. Пісні Мішеля, звичайно, не вразили, проте він в той час навіть і не думав писати для Франс. Вона ж твердо вирішила, що, якщо Мішель не писатиме для неї, вона припинить співати: «Це буде він чи ніхто»

## Новий зліт кар'єри
Втім, в 1974 році він все ж пропонує їй виконати невелику партію в своїй пісні Mon fils rira de rock'n'roll. І тільки після того, як продюсер Галль запропонував йому це, він замислюється про те, щоб написати для неї пісню. Так з'явилася La déclaration d'amour, яку Мішель спочатку написав для себе під впливом закоханості у Франс, з якої вони спілкуються все тісніше, хоча обидва на той момент були ще невільні (Франс вже п'ять років жила зі співаком Жюльєном Клером).
Пісня виходить в травні 1974 року і відразу ж злітає на вершини хіт-парадів. Кар'єра Франс поступово починає набирати нову висоту…
Влітку Франс і Мішель відлітають в США, щоб попрацювати над мюзиклом Angelina Dumas, який, втім, так ніколи і не буде виданий, за винятком кількох пісень. Саме там, за словами самої Франс, і почався їх роман. Незабаром після повернення з Америки молоді люди починають жити разом.
Восени вони на тиждень відлітають в Лондон, де Мішель працює над своїм новим альбомом, але знаходить час і для Франс: незабаром виходить її новий сингл Mais aime-la.
У грудні 1975 року, нарешті, виходить перший альбом Франс, написаний для неї Мішелем, під скромною назвою France Gall. Крім La déclaration d'amour хітами з нього стають Comment lui dire, Ce soir je ne dors pas, Samba mambo. «Це був мій перший альбом! — каже Франс. — Неймовірна річ для мене! Але, як мені здається, я зовсім не хвилювалася. І до того ж, мене повністю заспокоював той факт, що хтось взяв справу в свої руки. З Мішелем я змогла співати ритмічні пісні».
Цей перший альбом став способом остаточно стерти образ Франс Галль 1960-х років. Платівка буде продана не дуже великим тиражем в 50 000 екземплярів.
«Ми були задоволені. Цей альбом відразу знайшов свого слухача».
У 1976 році знамениті телевізійні продюсери Маріт і Жильбер Карпанть'є дають в розпорядження Мішеля одну зі своїх знаменитих передач Numéro 1. Берже підійшов до справи з усією відповідальністю і те, що повинно було стати звичайною естрадною передачею, стає цілою музичною казкою під назвою Emilie ou la petite sirène (Емілі або русалочка) з 13 абсолютно новими піснями. Роль Емілі, головної героїні, в ній виконує, звичайно ж, Франс. Також в казці взяли участь Едді Мітчелл, Крістоф, Ніколь Круазій, Франсуаза Арді, Марі-Франс Пізьє і сам Мішель. Головним хітом з неї стане дует Мішеля і Франс Ça balance pas mal à Paris.
Казку було показано 22 травня 1976, що визначило дату весілля Мішеля і Франс — місяцем пізніше, 22 червня.
З юності Франс мріяла про власну сім'ю та дітей: «Я хотіла домогтися успіху як співачка, але не хотіла пройти повз всього іншого». Їх весілля було скромним, без фотографів, і відбувалася в мерії 16 округу Парижа. Головним їх правилом відтепер буде те, що їх украй рідко бачитимуть разом. «Про свої почуття не говорять», — незмінно повторював Мішель. Франс зі свого боку заявляла: «Мені подобається жити, але я не люблю бути на виду. Це не очевидно в нашій професії, де ти виставляєш себе напоказ!»
У творчості Франс, нарешті, встановлюється повна гармонія між її особистістю і виконуваними їй піснями. «Коли я вперше сіла за рояль поруч з Мішелем, і він попросив мене заспівати, у мене, нарешті, склалося враження, що я на своєму місці. З Мішелем я почала відчувати себе добре на 100 %».
Навесні 1977 року виходить другий альбом Франс, Dancing disco. Це — альбом-концепт, що розповідає історію дівчини Маггі, яка працює в барі. Головними хітами з диска стали Musique, Si, maman, si і Le meilleur de soi-même. За цей альбом Франс отримала перший в своїй кар'єрі «золотий» диск в Нью-Йорку в офісі компанії Atlantic, особисто з рук її президента Сема Гуді.
Мішель, однак, не обмежується написанням пісень для Франс. Він переконує її вийти на сцену. «Коли я вперше вийшла на сцену, мені було 16 років», — згадує співачка. — І сцена для мене була жахом. Як тільки я змогла, я припинила виступати і сказала собі: «Більше такого ніколи не буде!»
Мішелю все ж вдається переконати її, що все буде добре і що їй сподобається. Місцем проведення концертів вони вибирають театр на Єлисейських Полях. Спеціально до цих шоу Мішель пише для Франс новий сингл — Viens, je t'emmène. Мішелю приходить ідея оточити Франс під час цих концертів самими тільки жінками: це була прем'єра в історії французького мюзик-холу.
За два дні до генеральної репетиції Франс дізналася, що вагітна. Саме тому за концертами не було турне. «Я також була трошки розсіяною, тому що паралельно цим концертам я проживала то, чого бажала над усе в світі».
Мішель, тим часом працює над давно задуманою ним рок-оперою Starmania. Він шукає поета, який міг би написати досить жорстке, відповідне сюжету, лібрето. Франс була в той час великою прихильницею канадської співачки Діан Дюфрен і часто слухала її пластинки, так Мішель відкрив для себе Люка Пламондон, писав для Дюфрен тексти. Йому вдається переконати Люка попрацювати з ним. Компанія знімає на три місяці будинок в Антібі робота закипає. Саме там були написані майбутні хіти — Le monde est stone і Les uns contre les autres. Мішель і Люк, однак, приймають рішення, що ні Франс, ні Діан не братимуть участь в рок-опері. Хоча Франс хотілося спробувати себе в цьому жанрі, їй довелося змиритися. Проте, оскільки авторам так і не вдалося знайти підходящу виконавицю ролі телеведучої Кристаль, вони все ж покликали на неї Франс.
14 листопада 1978 Тут з'являється на світ перша дитина Франс і Мішеля, дочка Полін Ізабель.
Прем'єра рок-опери відбулася в квітні 1979 року і мала шалений успіх протягом усього місяця, поки йшли вистави.
Навесні 1980 року в світ виходить новий альбом Франс, Paris, France з одним з найгучніших хітів Франс — піснею Il jouait du piano debout, повністю затьмарив всі інші пісні з платівки. Кумедний факт: ця пісня зіткнеться на вершинах літніх хіт-парадів з піснею La groupie du pianiste… з нового альбому Мішеля! Альбому було присвоєно статус платинового з його 400 000 проданих екземплярів.
Цей альбом приніс їй цікаву співпрацю — під час свого літнього перебування у Франції британський співак Елтон Джон чує по радіо пісню, залишається від неї в захваті і просить Мішеля Берже написати їм з Франс спільний альбом. Незабаром був записаний і виданий сингл Donner pour donner. Пісня стає хітом, але від ідеї записі альбому доводиться відмовитися, бо Франс виявляє, що знову вагітна. Цього разу подружжя чекають сина.
Рафаель Мішель з'явився на світ 2 квітня 1981 року.
У грудні того ж року виходить четвертий студійний альбом співачки, Tout pour la musique, що включає в себе такі хіти, як дала назву альбому пісня про музикантів Tout pour la musique і Résiste, які Мішель написав в останній момент, коли йому після прослуховування готового матеріалу здалося, що в альбомі чогось бракує. Тексти її пісень стають жорсткішими, наприклад, в пісні Diego йдеться про політичних в'язнів, а в пісні-молитви La prière des petits humains Франс співає: «Боже всевишній, врятуйте нас від хаосу, врятуйте нас від нас самих». Тепер вона вже точно може сказати, що її тексти схожі на неї!

## Тріумфи і погані новини
У січні-лютому 1982 року Франс дає серію концертів у Палаці спорту в Парижі перед 4 000 глядачами протягом 6 тижнів. Її оточує команда з 12 музикантів, 3 бек-вокалісток і 3 танцюристів. Саме там Франс по-справжньому відкриває для себе сцену: вона енергійна, вона співає пісні, що відображають її внутрішній світ, вона стала «жінкою, яка бореться з труднощами, щоб домогтися успіху, жінкою, відчуває себе своїй тарілці, господинею своєї долі. […] Там я дійсно проявила себе. Я стала співачкою, яка виступає на сцені».
Альбом із записом концерту стане двічі платиновим.
Але доля приготувала Франс перший серйозний удар: через три місяці після її тріумфу в Палаці спорту вони з Мішелем дізнаються, що їх дочка Полін невиліковно хвора на муковісцидоз. «Ми остаточно втратили свою безтурботність в той день», — скаже вона пізніше.
Тепер у кожного з подружжя був свій рік для запису альбому.

## Débranche і Зеніт
Таким чином, наступний альбом Франс, Débranche!, записаний частково в Америці, частково у Франції, виходить навесні 1984 року. Мішель перейшов від акустичного звучання до електроніки. Альбом вийшов енергійним, і само собою, злетів на вершини хіт-парадів. На заголовну пісню Débranche був знятий відеокліп.
Восени того ж року Франс на чотири тижні займає паризький стадіон Зеніт, ставши першою жінкою, яка виступила там. Перед 6 000 шанувальниками співачка виконує, крім своїх старих хітів, майже всі пісні з нової платівки, серед яких стали хітами Débranche, Hong Kong star, Cézanne peint і J'ai besoin de vous — цією піснею, присвяченою її шанувальникам, якою Франс відкриває шоу.

## Африка, Babacar, Tour de France і перепочинок
Починаючи з середини 1980-х років, Франс і Мішель активно беруть участь в різних благодійних програмах, що допомагають жителям Африки, серед яких Action écoles, одним з організаторів якої був співак Даніель Балавуан, близький друг подружжя. Особливо часто Франс їздить в Сенегал, на острів Н'Гор, який відкрила для себе ще в 1969 році.
Саме тому наступний альбом Франс, який отримав назву Babacar, просочений африканською тематикою. Він був записаний в Італії в 1986 році і вийшов в квітні 1987 року. Заголовна пісня альбому має реальну підоснову: в одному сенегальському селі до Франс підійшла жінка з немовлям і запропонувала співачці взяти малюка (якого звали Бабакар) до себе, тому що їй нема на що ростити його. Франс була вражена, і, повернувшись до Парижа, розповіла цю історію Мішелю. Вони прийняли рішення не розлучати дитину з матір'ю і допомогли їм матеріально. А в альбомі з'явилася пісня, натхненна цією історією. Крім неї, хітами з платівки стали Ella, elle l'a (пісня, присвячена Елі Фіцджеральд), Papillon de nuit, La chanson d'Azima і приголомшлива, повна болю Evidemment (пісня пам'яті загиблого в авіакатастрофі в січні 1986 року Даніеля Балавуана). Цей альбом знову, як в 1960-ті роки, приніс Франс міжнародну популярність. Він і до цього дня залишається найуспішнішим в її кар'єрі.
«Ми перейшли до чогось іншого. Це серйозніша платівка», — говорить співачка. Цей альбом Франс називає своїм улюбленим.
У листопаді 1987 року Франс знову виступає в Зеніті. Це шоу стало таким собі апофеозом: на сцені були зібрані музиканти з Африки, Америки і Франції, це було розкішне, але при цьому досить просто оформлене видовище. "Ми дійсно зробили гарне шоу. Після нього я захотіла припинити співати, бо не знала, чи можу я зробити щось краще ".
Після концертів в Зеніті і послідував за ними багатомісячного турне по Франції, Швейцарії та Бельгії, Франс несподівано для Мішеля вирішує піти зі сцени. Мішель був дуже засмучений, він якраз планував зняти музичний фільм, де зіграла б Франс, але вона відмовляється, бо не любить грати і прикидатися. «Насправді, мої пріоритети повністю змінилися, — розповість вона. — Тому що в 1980-х роках ми жили в божевільному, жахливому ритмі. Я відчувала, що мені потрібно віддихатися!»
Вона не буде співати три роки, за ці три роки вона багато подорожує разом з Мішелем і активно шукає, чим може зайнятися, з цього приводу у неї багато ідей (серед них — відкрити свою газету або картинну галерею), але чоловік радить їй зайнятися чимось, пов'язаним з музикою. Зрештою, Франс все ж вирішує повернутися на сцену, але тільки вдвох з Мішелем.

## Double jeu і нездійснені плани
У червні 1992 року виходить їхній перший спільний альбом, який отримав назву Double jeu, абсолютно не схожий на те, що вони обидва робили раніше в музиці. До того ж, якщо раніше Франс не брала участі в музичному оформленні своїх альбомів, повністю довіряючи Мішелю, то цього разу вона захотіла внести і своє бачення: «Це дуже своєрідний альбом. Мішель завжди говорив, що цей альбом — якийсь компроміс. Він надав мені стільки місця, скільки мені було потрібно».
Вони запланували серію концертів, які повинні були початися в паризькому залі La Cigale і закінчитися в Берсі. 22 червня, в день шістнадцятої річниці свого весілля, вони дали «пробний» концерт в клубі New Morning, куди були запрошені тільки родичі і близькі друзі. «Ми готувалися разом провести музичний рік і заздалегідь отримували від цього задоволення!»
На жаль, цим планам не судилося збутися: 2 серпня, під час їх недовгого відпочинку в своєму будинку в Раматюеле, Мішель раптово помирає від серцевого нападу. Йому було всього 44 роки. Мішель часто повторював: «Смерть — це дивно: підлітки думають про неї, а дорослі забувають». В його альбомах завжди були подібні нотки (особливо вони відчуваються в останньому сольному творінні Ça ne tient pas debout 1990 року). Мішель похований на кладовищі Монмартр.
Щоб забутися, Франс з головою занурюється в творчість. Через три місяці після смерті чоловіка вона знаходить в собі мужність поїхати в Південну Африку разом з другом дитинства, фотографом і режисером Жаном-Марі Пер'є, знімати кліп на пісню Superficiel et léger. Після знімання Жан-Марі Пер'є скаже про Франс: «Франс чудова, рідкісна жінка, що повертається обличчям до життя, не заперечуючи свою біль. Вона вміє все стійко переносити, знаходити запаси гумору посеред чорних дір, сміятися над собою. Вона була одночасно близька до нас і замкнута в собі, з успіхом піклуючись про те, щоб ніколи не виставляти свій смуток напоказ».

## Потонула в музиці
Наприкінці 1992 року Франс пропонують виступити в Берсі в наступному році. Після недовгих роздумів співачка погодилася: їй не хотілося закидати їх альбом. "Причиною моїх коливань було лише те, що я ніколи нічого не робила одна. Мені завжди були потрібні здібності інших людей, я завжди дозволяла вести себе. Але я знала, що погоджуся. Я дуже швидко вирішилася ". Концерти були призначені на червень 1993 року, але їх знову довелося переносити, на цей раз на осінь, через раптовий приступ виявленої хвороби Франс. У співачки виявили рак грудей, і в квітні їй була зроблена операція, на щастя, успішно.
У вересні Франс виходить на сцену Берсі, в оточенні чотирьох музикантів і бек-вокалістки. За її визнанням, це було найскладнішим, що їй доводилося робити в артистичному плані. «Тому що у мене більше нікого не було! Мені потрібно було все вирішувати самій. Я намалювала декорації, взяла музикантів Мішеля і цілу групу бек-вокалістів і танцюристів з асоціації Droits de cités, патронесою якою я є, і виступила в Берсі, а потім поїхала на місяць в турне. Ці молоді люди з передмість з їх хіп-хоп культурою дуже мені допомогли і багато чому навчили».
«Найкраще, що траплялося зі мною, — скаже вона публіці, — це бути сьогодні ввечері тут, на цій сцені, в Берсі … зараз …»
Після Берсі Франс відразу ж захотіла зробити нове шоу, цього разу в невеликому залі Плейель. Концерти повинні були початися лише через дев'ять місяців після Берсі. В останній момент Франс залишають музиканти, які працювали з нею над концертами в Берсі, і їй доводиться терміново набирати нову групу. «Рідко який спектакль готувався з таким натхненням», — зізналася вона пізніше.
Вісім днів Франс виступатиме в Плейєль, без преси, без будь-якої реклами, а потім на місяць вирушить у турне. «Це було для мого власного задоволення. Мені просто хотілося виконувати цю музику».

## Америка, альбом France, нові концерти і вихід зі сцени
Наприкінці 1994 року Франс вирішує на кілька місяців поїхати з дітьми в Сполучені Штати, в Лос-Анджелес, тому що їй хотілося виконати бажання Мішеля, завжди повторював, що їхні діти повинні знати англійську.
Сама вона в цей час вирішує записати новий альбом з американськими музикантами, переробивши по-своєму деякі пісні Мішеля і свої старі хіти. За її словами це було однією з найскладніших завдань в її житті. Альбом записувався в легендарній студії Record Plant з кількома американськими продюсерами протягом майже цілого року. І все це при тому, що Франс майже не говорила англійською! "Це була постійна боротьба, я віддавала собі звіт, що все йде не в тому напрямку, якого я хотіла. Але в кінцевому рахунку я отримала унікальний звук. Цей альбом не схожий ні на який інший ".
Альбом, що отримав просту назву France вийшов в березні 1996 року і згодом став платиновим. Співачці акомпанували музиканти Прінса, Майлса Девіса і Френка Заппи. Один журналіст, відгукнувся із захопленням: «Ви ні в чому собі не відмовляйте!», Вона відповіла: «Це Мішелю я ні в чому не відмовляю!»
Заголовною піснею альбому стає Plus haut, написана Мішелем для Франс в 1980 році і після смерті Мішеля отримала інший зміст, бо в ній співається: «Той, кого я люблю, живе вище…» Сама співачка дивувалася, наскільки пророчою була ця річ: «У студії по мені бігали мурашки, настільки неймовірним я знаходила те, що ця пісня, написана за п'ятнадцять років до цього, настільки відповідає нинішній реальності».
На прохання Франс Жан-Люк Годар зняв на цю пісню кліп, за який компанія Warner заплатила чималі гроші, і який був, проте, показаний лише один раз у зв'язку з порушенням авторських прав на використані в ньому уривки фільмів і творів мистецтва.
Незважаючи ні на що, альбом все ж отримав вельми неоднозначну реакцію серед шанувальників співачки і до сих пір ще викликає бурхливі дискусії.
Після альбому, як завжди, будуть концерти, на цей раз в залі Олімпія, в якому вона ніколи раніше не виступала, оскільки він, за її власним визнанням, завжди викликав у неї страх. Так що ці концерти стали для співачки своєрідним викликом, тим більше, що акомпанувати їй повинні були музиканти Прінса, Стіві Вандера і Стінга! «Це дуже особливе шоу, яке теж не схоже ні на що з того, що було раніше». Концерти пройшли в листопаді, за ними знову послідувало турне.
А на початку 1997 року Франс з тими ж музикантами починає готуватися до акустичного концерту для телеканалу M6, на який будуть допущені лише співробітники каналу і невелике число вірних шанувальників. Концерт відбувся 22 березня, і Франс сказала про нього: «Це найкраще, що я зробила для телебачення». У списку пісень, які виконувалися під час концерту, окрім пісень Мішеля також була пісня Генсбура Attends ou va-t'en і La mamma (її текст був написаний батьком Франс), проспівана дуетом з Шарлем Азнавуром. "Мені хочеться вкласти туди в якомусь сенсі все своє творче життя, — пояснить вона. - Я зустрічалася з незвичайними людьми, працювала з найвідомішими авторами, і мені захотілося зробити невеликий огляд всього цього ". Також співачка оголосить, що це буде її останній концерт і останнє, що вона зробить у своїй музичній кар'єрі на той момент.
15 грудня 1997 року Франс осягає нове горе: у віці 19 років помирає Полін. Після цього вона надовго усамітнюється на острові Н'Гор в Сенегалі в своєму будинку, побудованому в 1990 році.

## Повернення, але не на сцену
У серпні 2000 року під час паризьких концертів співака Джонні Голлідея (давнього друга Франс і Мішеля) на публіку чекає сюрприз: на сцену виходить Франс і виконує з Джонні пісню Quelque chose de Tennessee, написану для нього Мішелем. Шанувальники співачки сподіваються на повернення співачки на сцену, але, на жаль, цього не відбувається.
У вересні того ж року Франс починає працювати над автобіографічним фільмом, який отримав скромну назву Франс Галль про Франс Галль, прем'єра якого відбулася 9 жовтня 2001 року на телеканалі France 3. Фільм зібрав біля телеекранів 9 мільйонів глядачів. Франс так скаже про цей фільм в одному із численних інтерв'ю того року: «Я ніколи не напишу автобіографію. Моя книга — автопортрет, який я хотіла зробити якомога більш щирим».
2002 рік був присвячений Мішелю Берже: при підтримці Франс компанії Warner випустила другу його антологію (перша датується 1994 роком). Також Франс спільно з Жаном Брусса (другом дитинства Мішеля) видає книгу-фотоальбом про Мішеля — Si le bonheur existe. І, нарешті, в грудні був показаний підготовлений нею фільм про Мішеля — Мішель Берже очима Франс Галль.
У 2004 році відданих шанувальників чекає приємний сюрприз — компанія Warner готує до випуску збірки пісень Франс з 1974 по 1997 роки під назвою Evidemment на 14 дисках, один з яких — DVD з концертом в Берсі 1993 року. Крім того, в нього входять дві які видавалися раніше пісні — Une femme tu sais і La seule chose qui compte (на останню був навіть знятий кліп), а також раніше не виходив в продаж концерт в Плейєль 1994 року. Виходу антології супроводжувала велика промокампанія на телебаченні і в пресі.
У 2006 році Франс стає патронесою організації Coeur de Femmes, що допомагає бездомним жінкам. «Жінка, живе на вулиці — це абсолютний нонсенс», — сказала вона з цього приводу.
Восени 2007 році шанувальників очікує новий сюрприз від Франс. З нагоди п'ятнадцятої річниці смерті Мішеля Берже телеканал France 2 готує передачу, присвячену його музиці під назвою Tous … pour la musique з Франс в якості ведучої. Серед запрошених артистів було як покоління Мішеля і Франс (Джонні Холлідей, Франсуаза Арді, Ален Шамфор і ін.), Так і молоді зірки французької естради (Амель Бент, Крістоф Віллем, Diam's і ін.). З такої нагоди Франс дала кілька інтерв'ю на пресі.
Навесні 2009 року Франс повторить досвід 2007 року і в якості ведучої з'явиться в передачі, присвяченій тридцятиліття рок-опери Starmania — Starmania, une histoire pas comme les autres, знову для телеканалу France 2. У передачі взяли участь співаки, в різні роки брали участь в постановках рок-опери (Діан Дюфрен, Моран, Пітер Кінгсбері) і молоді виконавці (Дженіфер, Амандін Буржуа, Жюльєн Дорі і ін.). Франс дала численні інтерв'ю в пресі і на телебаченні.
У 2010 році в одному з випусків програми Vu du ciel, присвяченому Сенегалу, Франс дала невеличке інтерв'ю про Сенегал і відкритої нею школі для дітей рибалок на острові Н'Гор.
У липні 2012 року в журналі Gala вийшло інтерв'ю з Франс, в якому вона повідомила, що зайнята написанням музичного спектаклю, що складається з пісень, написаних Мішелем Берже. Тоді Франс згадала, що проєкт вийде у світ в 2014 році. У червні 2013 року Франс дала інтерв'ю газеті Le Parisien, негативно висловившись про альбом співачки Дженіфер, переспівавшій її пісні, і про передачу Samedi soir on chante France Gall. Нарешті, в грудні 2014 року був відкритий сайт майбутнього мюзиклу, отримавший назву Résiste (а не Appelez-moi Maggie, як писала раніше французька преса). Прем'єра шоу відбулася 4 листопада 2015 року в паризькому Палаці Спорту. Франс зіграла роль оповідачки Мун, її роль, заздалегідь знята на відео, транслювалася на екрані, і вона не співала.
У створенні мюзиклу співачці допомагав Брук Давіт (англ. Bruck Dawit), американо-ефіопський продюсер і музикант, з яким вона познайомилася під час свого перебування в США в 1995 році і з яким її пов'язували професійні і особисті відносини до кінця її життя.

## Смерть
За повідомленням журналу Gala, Франс Галль в лютому 2016 року була госпіталізована на 9 днів у зв'язку з «лікарською непереносимістю», в той час як при обстеженні у неї були виявлені «порушення в роботі нирок» і ознаки «серцевої недостатності». 27 грудня 2017 року журнал Ici Paris оголосив про надходження співачки 19 грудня в інтенсивну терапію американського госпіталю в Нейї-сюр-Сен, де Франс Галль померла зранку 7 січня 2018 року.
«Це потрясіння, тому що вона була настільки стриманою, що ми не знали про її хвороби», — сказав того дня Юг Офре. «Франс, нам було по 20 років, і були радості і печалі. Частина мого життя йде з тобою. Жюльєн», — написав у Твіттері Жюльєн Клер.
Похорон співачки пройшов 12 січня на кладовищі Монмартр, де відтепер вона спочиває разом з Мішелем Берже і дочкою Полін. Церемонія проходила у вузькому колі, згідно з побажанням Франс, яка не хотіла національного прощання. Шанувальники змогли попрощатися з нею в середу і четвер в похоронному бюро Мон-Валер'єн.

## Дискографія

### Альбоми
- N'écoute pas les idoles (березень 1964)
- France Gall (Mes premières vraies vacances) (серпень 1964)
- Sacré Charlemagne (грудень 1964)
- Poupée de cire, poupée de son (квітень 1965)
- Baby pop (Жовтень 1966)
- Les Sucettes (листопад 1966)
- 1968 (січень 1968)
- France Gall (1973)
- Cinq minutes d'amour (1976)
- France Gall (6 січня 1976)
- Dancing Disco (27 квітня 1977)
- France Gall Live (live album, 9 листопада 1978)
- Starmania (різні виконавці) (16 жовтень 1978)
- Paris, France (19 травня 1980)
- Tout pour la musique (10 грудня 1981)
- Palais des Sports (live album, 4 листопада 1982)
- Débranche! (2 квітня 1984)
- France Gall au Zénith (live album, 4 лютого 1985)
- Babacar (19 лютого 1987)
- Le Tour de France 88 (live album, 7 листопада 1988)
- Double jeu (with Michel Berger, 12 червня 1992)
- Simple je – Débranchée à Bercy (live album, 29 жовтня 1993)
- Simple je – Rebranchée à Bercy (live album, 28 січня 1994)
- Pleyel (live album, concert recorded in 1994, опубліковано в грудні 2005)
- France (29 березня 1996)
- Concert public (live, Olympia 1996) & Concert privé (Concert acoustique TV M6 1997) (24 квітня 1997)
- Best of France Gall (compilation, 15 січня 2004)
- Évidemment (compilation, 7 жовтня 2004)

### Пісні
- 9 Жовтня 1963 — «Ne sois pas si bête», adaptation by Pierre Delanoë of «Stand a little closer», original words and music by Jack Wolf and Maurice "Bugs" Bower
- 1964 — «N'écoute pas les idoles», words and music by Gainsbourg
- 1964 — «Jazz à gogo», words by Robert Gall music by Alain Goraguer
- 1964 — «Laisse tomber les filles», words and music by Gainsbourg
- 1964 — «Sacré Charlemagne», words by Robert Gall and music by Georges Liferman
- 1965 — «Poupée de cire, poupée de son», words and music by Gainsbourg
- 1965 — «Attends ou va-t'en», words and music by Gainsbourg
- 1965 — «Nous ne sommes pas des anges», words and music by Gainsbourg
- 1965 — «Baby pop», words and music by Gainsbourg
- 1966 — «Les Sucettes», words and music by Gainsbourg
- 1967 — «Néfertiti», words and music by Gainsbourg
- 1967 — «Bébé requin», words by Jean-Michel Rivat and Frank Thomas, music by Joe Dassin
- 1967 — «Toi que je veux», words by Jean-Michel Rivat and Frank Thomas, music by Joe Dassin
- 1968 — «Le Temps du tempo», words by Robert Gall and music by Alain Goraguer
- 1968 — «Y'a du soleil à vendre», words by Robert Gall and music by Hubert Giraud
- 1968 — «24 / 36», words by Jean-Michel Rivat and Frank Thomas, music by Joe Dassin
- 1969 — «Homme tout petit», words by Jean-Michel Rivat and Frank Thomas, music by Jean-Pierre Bourtayre
- 1969 — «Les Années folles», adaptation by Boris Bergman of the British song «Gentlemen Please», original words and music by Barbara Ruskin
- 1969 — «Baci, baci, baci», adaptation by Eddy Marnay from Italian lyrics by Sergio Bardotti and Claudio Tallino and music by Franco and Giorgio Bracardi
- 1970 — «Zozoï», words by Robert Gall and music by Nelson Angelo
- 1970 — «Les Éléphants», words by Jean Schmitt and music by Jean Géral
- 1971 — «C'est cela l'amour», words by Jacques Lanzmann and music by Paul-Jean Borowsky
- 1971 — «Chasse neige», words by Étienne Roda-Gil and music by Julien Clerc
- 1972 — «Frankenstein», words and music by Gainsbourg
- 1972 — «5 minutes d'amour», words by Jean-Michel Rivat and Frank Thomas, music by Roland Vincent
- 1973 — «Plus haut que moi», adaptation by Yves Dessca and Jean-Michel Rivat of «Maria vai com as outras» by Toquinho and Vinicius de Moraes
- 1973 — «Par Plaisir», words by Yves Dessca and Jean-Michel Rivat, music by Roland Vincent
- Травень 1974 — «La Déclaration d'amour», words and music by Michel Hamburger (Michel Berger)
- Жовтень 1974 — «Mais, aime la», words and music by Berger
- 1975 — «Comment lui dire», words and music by Berger
- Квітень 1976 — «Ce soir je ne dors pas»
- Червень 1976 — « Ça balance pas mal à Paris» (duet with Michel Berger), words and music by Berger
- Травень 1977 — «Musique», words and music by Berger
- Жовтень 1977 — «Si, maman si»
- Січень 1978 — «Le meilleur de soi-même»
- Березень 1978 — «Viens je t'emmène», words and music by Berger
- Січень 1979 — «Besoin d'amour», words by Luc Plamondon and music by Berger
- Червень 1980 — «Il jouait du piano debout», words and music by Berger
- Жовтень 1980 — «Bébé, comme la vie», words and music by Berger
- Жовтень1980 — «Donner pour donner» (duet with Elton John), words by Michel Berger and Bernie Taupin, music by Michel Berger — Archives INA: Reportage Antenne 2, 1981
- 1981 — «Tout pour la musique», words and music by Berger
- 1981 — «Résiste», words and music by Berger
- Травень 1981 — «Amor También», words and music by Berger
- 6 Квітня 1984 — «Débranche», words and music by Berger
- 17 Вересня 1984 — «Hong Kong Star», words and music by Berger — Archives INA: Extrait de «Hong Kong Star», Antenne 2, 1984 FR No. 6
- 4 Лютого 1984 — «Calypso», words and music by Berger
- 20 Травня 1984 — «Cézanne peint», words and music by Berger
- 3 Квітня 1987 — «Babacar», words and music by Berger FR No. 11 GER No. 14
- 24 Серпня 1987 — «Ella, elle l'a», words and music by Berger FR No. 2 GER No. 1 NL No. 38
- 7 Березня 1988 — «Évidemment», words and music by Berger
- 12 Вересня 1988 — «Papillon de nuit», words and music by Berger
- 20 Березня 1989 — «La chanson d'Azima»
- 29 Травня 1992 — «Laissez passez les rêves», words and music by Berger, duet with Michel Berger
- 12 Жовтня 1992 — «Superficiel et léger»
- 15 Січня 1993 — «Les élans du coeur»
- 6 Травня 1993 — «Mademoiselle Chang» (live)
- 5 Листопада 1993 — «Si, maman si» (live)
- Грудня 1993 — «Il jouait du piano debout» (live)
- 2 Лютого 1994 — «La négresse blonde» (live)
- 15 Березня 1994 — «Paradis Blanc» (live)
- 14 Листопада 1994 — «Les princes des villes»
- 15 Березня 1996 — «Plus haut»
- 5 Листопада 1996 — «Privée d'amour»
- 25 Жовтня 1996 — «Message personnel»
- 14 Лютого 1997 — «Résiste» (remix)
- 15 Травня 1997 — «Attends ou va-t'en» (live)
- 2004 — «Zozoï» — Reissue of 1970 single
- 20 Серпня 2004 — «La seule chose qui compte»

## Кліпи
Scopitone, 1960-ті
- 1964 — La cloche
- 1964 — Laisse tomber les filles
- 1964 — Sacré Charlemagne
- 1966 — Baby Pop

Кліпи
- 1984 — Débranche! (режисер — Джип Новак)
- 1987 — Babacar (режисер — Мішель Берже)
- 1987 — Ella, elle l'a (режисер — Бернар Шмітт)
- 1988 — Évidemment (режисер — Мішель Берже)
- 1988 — Papillon de nuit (режисер — Мішель Берже)
- 1989 — La chanson d'Azima (режисер — Мішель Берже)
- 1992 — Laissez passer les rêves (режисер — Філіпп Готьє)
- 1992 — Superficiel et Léger (режисер — Жан-Марі Перьє)
- 1993 — Les élans du cœur (режисер — Жан-Марі Перьє)
- 1996 — Plus haut (режисер — Жан-Люк Годар)
- 1996 — Privée d'amour (режисер — Летісья Массон)
- 1996 — Message personnel (режисер — Бернар Шмітт)
- 1997 — Résiste (режиссёр — Філіпп Готьє)
- 2004 — La seule chose qui compte (режисер — Олівьє Даан)

## Отримані нагороди
- 1965 — Гран-прі конкурсу пісні Євробачення за пісню Poupée de cire, poupée de son.
- 1987 — Victoires de la musique в номінації «Співачка року».
- 1988 — Victoires de la musique в номінації «артист, чиї пісні найкраще продаються за кордоном» (за 500 000 екземплярів синглу Ella, elle l'a).
- 1988 — Артистка року (ця нагорода була присуджена в Німеччині).
- 1994 — Кавалер ордена Почесного легіону.
- 1994 — Нагорода Femmes en Or в номінації «Концерти».